# 植田光
植田光（日语：／ Ueda Hikaru，1996年11月14日—）是日本的女性聲優，茨城縣出身。隸屬於Office Anemone。

## 人物
就讀代代木動畫學院時即為EARLY WING的準所屬成員。
2015年5月開始為EARLY WING所組成的女性聲優團體Twinkle☆Girls的一員。2018年6月畢業後離開EARLY WING，同年9月1日加入Office Anemone。

## 演出作品
※粗體字為主要角色。

### 電視動畫
2014年
- 普通女高中生要做當地偶像
- 七大罪（少年）

2015年
- 槍與面具（女孩子）

2016年
- 黑骸（劉神美）
- 文豪Stray Dogs 第2期（露意莎·梅·奧爾柯特[4]）

2017年
- 雛子的筆記（千秋的朋友）

2019年
- BanG Dream! 2nd Season（花女學生C）
- 文豪Stray Dogs 第3期（露意莎·梅·奧爾柯特）

### 遊戲
2014年
- 東京七姐妹（西園穗乃香[5]）

2015年
- 偶像樂園！IDOL PARADISE（空地妮娜）
- ROOT∞REXX

2016年
- 輝星的反叛（達那厄）
- .hack//New World（露蒂）

2017年
- 魔法陣少女 信長傳奇（夏露露Ⅶ）
- 魔物娘☆後宮（拉札妮雅）
- 一血卍傑-ONLINE-（乙姬大人）

2020年
- 明日方舟（波登可）

### 影片漫畫
- 詐欺獵人（由香里，UULA漫畫[6][2]）

### 電視
- AT-X 我的夏Fes Fresh夏Fes隊！（2014年 - 2016年、AT-X[7][8][9]）

### 廣播
- Twinkle☆Girls 香草塔（2016年4月1日－8月25日，NICONICO動畫、YouTube[10]）

### 網路電視
- （2014年4月4日－2015年3月30日，NICONICO直播[11]、音泉）
- Twinkle✩Girls 星期三在這裡（2015年4月8日－2016年3月2日，NICONICO直播[12]）

## 音樂CD

### 角色歌
| 發售日        | 商品名稱           | 演唱名義                                                                 | 歌曲                          | 備註                                    |
| ------------- | ------------------ | ------------------------------------------------------------------------ | ----------------------------- | --------------------------------------- |
| 2014年12月    |                    | 瑪雅·路西法（東城日沙子）、空地妮娜（植田光）、瑪琳·雷內斯（古川由利奈） | 「The Shining Shooting Star」 | 遊戲《偶像樂園！IDOL PARADISE》相關歌曲 |
| 2015年12月9日 | YELLOW             | Le☆S☆Ca                                                                  | 「YELLOW」 「Behind Moon」    | 遊戲《東京七姐妹》相關歌曲              |
| 2016年12月7日 |                    | Le☆S☆Ca                                                                  | 「」 「」                     | 遊戲《東京七姐妹》相關歌曲              |
| 2018年7月4日  | THE STRAIGHT LIGHT | Le☆S☆Ca                                                                  | 「」                          | 遊戲《東京七姐妹》相關歌曲              |

## 外部連結
- 事務所官方簡歷 （页面存档备份，存于）（日語）
- 植田光的X（前Twitter）（日語）